# Henri Casadesus
Henri-Gustave Casadesus (París, 30 de septiembre de 1879-Ibídem, 31 de mayo de 1947) fue un violista, compositor y director de orquesta francés, padre de la actriz Gisèle Casadesus, tío del pianista Robert Casadesus y abuelo del director de orquesta Jean-Claude Casadesus.

## Biografía
Recibió su primera formación musical con Albert Lavignac. Estudió viola con Théophile Laforge en el Conservatorio de París, obteniendo el primer premio en 1899. Entre 1910 a 1917, fue el violista del Cuarteto Capet. Junto con Camille Saint-Saëns, fundó la "Société des instruments anciens" en 1901, con el objetivo de recuperar la música y los instrumentos de los siglos XVII y XVIII.

## Obra
- Concierto para viola en si menor, atribuido erróneamente a George Frideric Handel.[3]
- Concierto para viola en do menor atribuido erróneamente a  Johann Christian Bach.
- Concierto para viola en re mayor atribuido erróneamente a Carl Philipp Emmanuel Bach.
- Suite para cuarteto de cuerda (publicada en 1931); falsamente atribuida a Carl Philipp Emanuel Bach.
- 24 preludios para viola de amor con acompañamiento de clavecín, piano o arpa (1931).

### Música de películas
- Barranco, Ltd (1932)
- Colomba (1933)
- Le crime du chemin rouge (1933)
- Le gardian
- Paris New-York (1940)
- Matin de France (1942)
- Les mystères de Paris (Los misteros de París) (1943)